# House by the River
House by the River es una película estadounidense dirigida por Fritz Lang en 1950.

## Argumento
Stephen Byrne (Louis Hayward) mata a su doncella, para deshacerse del cadáver pide ayuda a su hermano John Byrne (Lee Bowman). Todos piensan que el asesino de la doncella es John, todos menos la esposa de Stephen, Marjorie (Jane Wyatt).